# Paraedwardsia abyssorum
Paraedwardsia abyssorum är en havsanemonart som beskrevs av Oscar Henrik Carlgren 1951. Paraedwardsia abyssorum ingår i släktet Paraedwardsia och familjen Edwardsiidae. Inga underarter finns listade i Catalogue of Life.